# Porsche
Dr. Ing. h.c. F. Porsche Aktiengesellschaft, normalmente abreviado como Porsche AG (pronunciación en alemán: /ˈpɔʁʃə/ (escucharⓘ)) es un fabricante de automóviles alemán especializado en automóviles deportivos de lujo de alta gama, vehículos utilitarios deportivos (SUV) y sedanes. Es propiedad del Grupo Volkswagen, que a su vez es propiedad mayoritaria de Porsche Automobil Holding SE. Fue fundada en Stuttgart en 1931 por Ferdinand Porsche y su hijo Ferdinand Anton Ernst Porsche.

## Historia

### Ferdinand Porsche

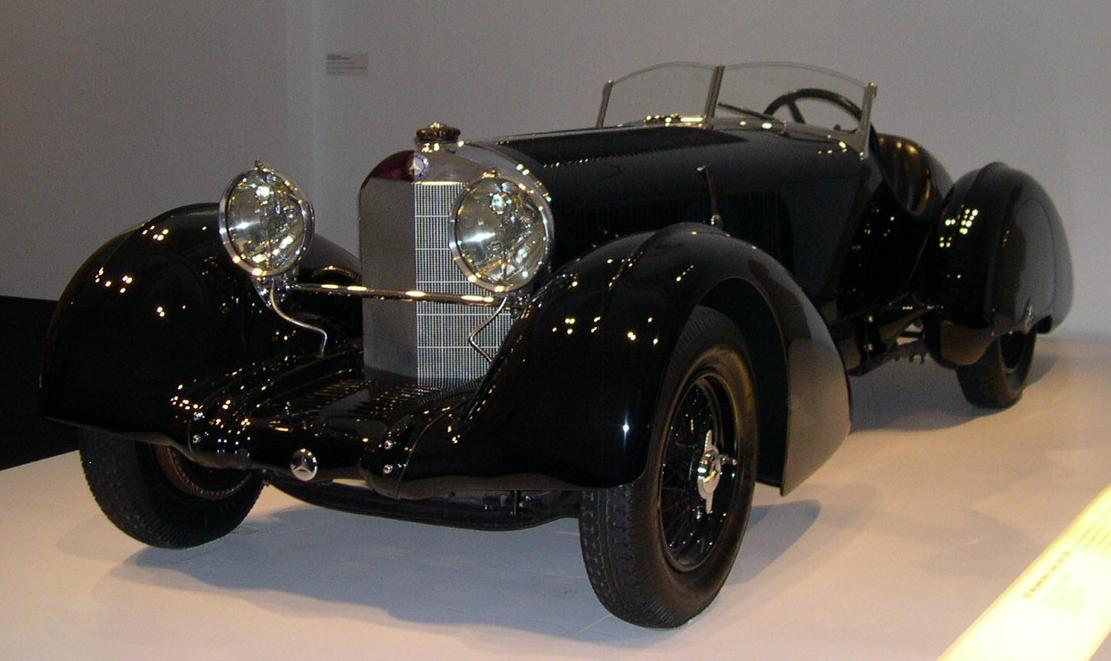
Mercedes-Benz SSK.

Nació en Maffersdorf, entonces Austria, hoy Vratislavice nad Nisou, distrito de Liberec, República Checa, el 3 de septiembre de 1875 y fue el tercero de los cinco hijos de Anton Porsche, ingeniero y empresario. Desde adolescente se interesó por experimentar con la energía eléctrica. En 1893 entró a trabajar en Brown, Boveri & Cie en Viena, una empresa del sector eléctrico. Demostró ser un gran profesional y ascendió rápidamente. Hacia 1898 pasó a formar parte de la división de automóviles de Jacob Hans Bonza Lohner, también en Viena. En la Exposición Universal de París (1900), se presentó el automóvil eléctrico Daimler-Benz-Porsche, con cuatro motores eléctricos integrados en las ruedas.
Ferdinand manejó sus propios diseños en carreras a principio del siglo XX obteniendo algunas victorias. En 1906 se convierte en director técnico de Austro-Daimler. Porsche ganó en 1910 la Prinz-Heinrich Fahrt con un Austro-Daimler, ocupando otro de sus coches la 2.ª plaza. Posteriormente, es ascendido hasta director general. En 1922, el Sascha gana la famosa Targa Florio en su clase con un motor de cuatro cilindros en línea de 1.1 litros.
En 1923 es contratado por Mercedes-Benz como director técnico. Allí se encarga de desarrollar los motores con compresor de la marca, ganando en 1924 la Targa Florio en la clasificación absoluta, méritos que le hicieron ser nombrado doctor honoris causa en ingeniería por el Technische Hochschule de Stuttgart. Porsche dejó su impronta en Mercedes-Benz para toda la historia, ya que se encargó del diseño de los Mercedes-Benz S, SS y SSK.

#### La oficina de proyectos
Tras un breve paso por Steyr-Daimler-Puch, creó su oficina de ingeniería y diseño el 25 de abril de 1931 en Stuttgart. El primer proyecto se denominó n.º 7 porque no querían que se supiese que era el primero. Su primer encargo relevante fue el de Auto Union para un monoplaza de gran premio con motor de 16 cilindros: el Auto Union P-Wagen o Porsche tipo 22, que ganó una de cada dos carreras en las que participó.
Porsche pensaba desde hacía tiempo la construcción de un automóvil de calidad y popular, que no fuese una versión de juguete de las berlinas tradicionales. Este deseo pudo materializarse gracias al encargo recibido por parte de la administración Alemania nazi del Tercer Reich durante 1934. De esta forma, en el taller de proyectos de Zuffenhausen, Stuttgart, nace el primer prototipo de prueba Volkswagen denominado “V 1”; a este le siguieron otros prototipos como el “V 3” y finalmente el “VW 30”. Entonces corría el año 1938 y la guerra estaba a punto de estallar, con lo que los planes para producir en masa el Volkswagen Tipo 1 quedaron aparcados, fabricándose en 1940 una versión militar del mismo.

#### La Segunda Guerra Mundial

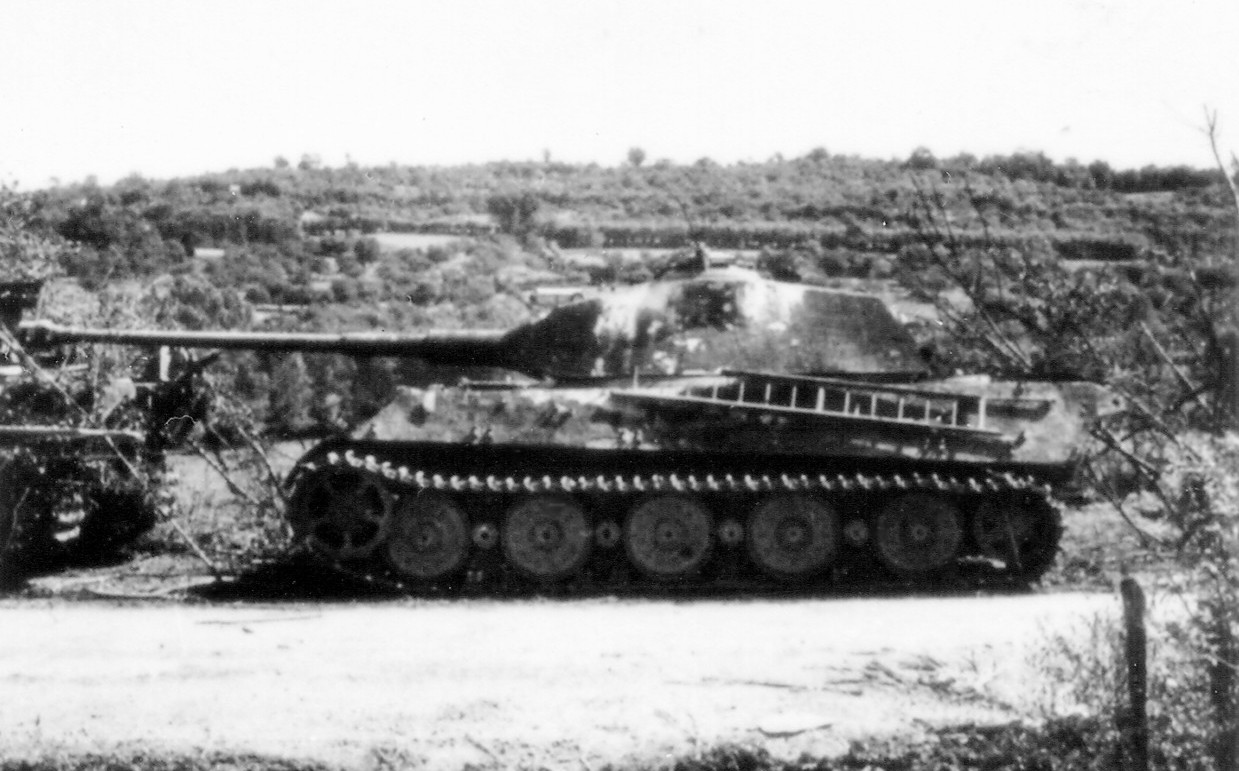
Tiger II con torreta Porsche abandonado en Vimoutiers en 1944.

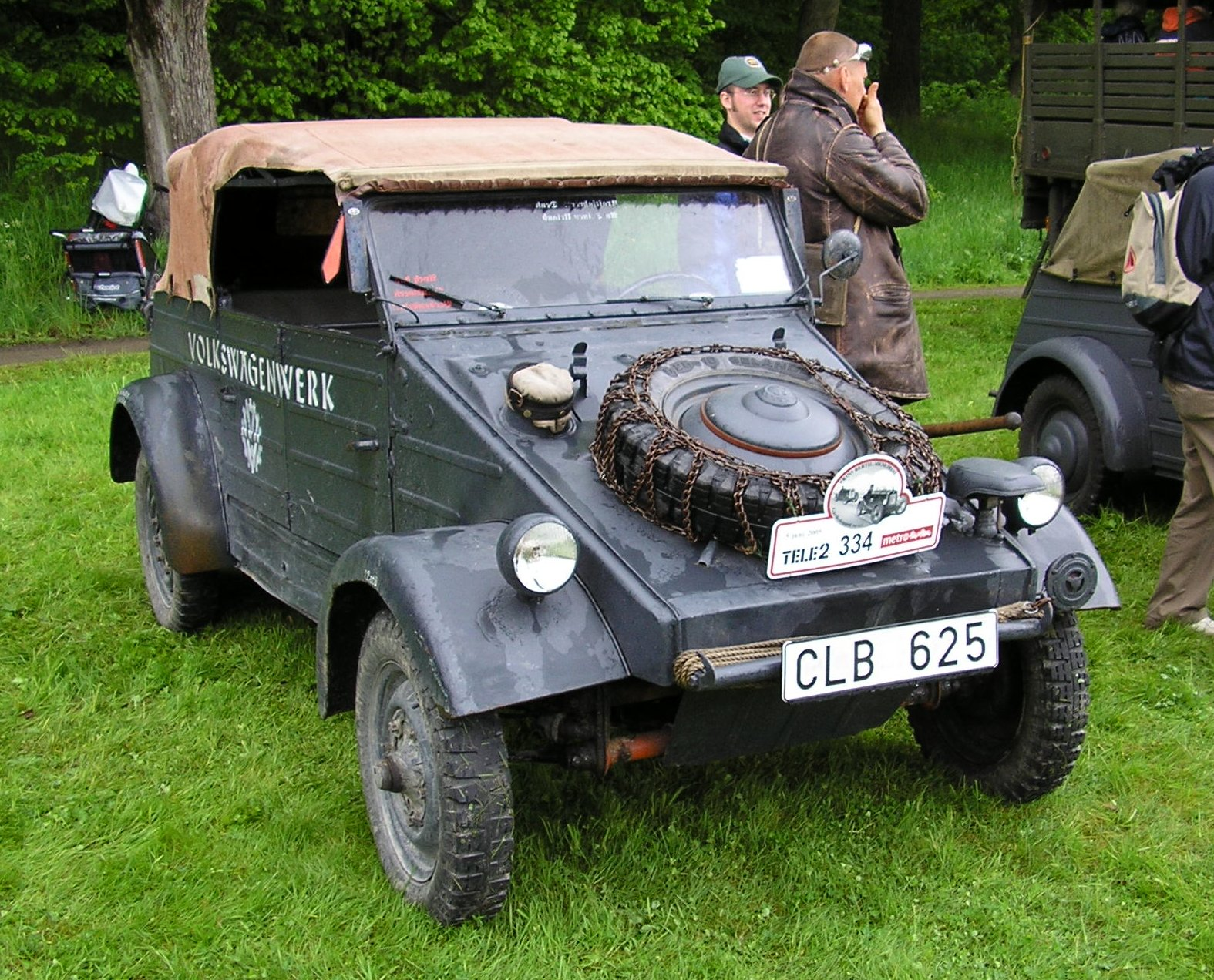
Volkswagen Kübelwagen.

Durante la Segunda Guerra Mundial, el estudio de Porsche se ocupó del diseño de material bélico, tanto del carro de combate Panzer VIII Maus como de una de las dos versiones de la torreta del Panzer VI Tiger Ausf. B, el cazacarros Sd. Kfz. 184 Elefant o la versión anfibia Volkswagen Schwimmwagen y el vehículo todoterreno del Volkswagen Kübelwagen.
Los bombardeos aliados sobre Alemania forzaron al traslado de la compañía desde sus instalaciones de Zuffenhausen a Gmünd (Carintia), Austria, en 1944. En 1945, tras la guerra y como parte de las reparaciones de guerra, Volkswagen fue ofrecida a los franceses. Sin embargo, las objeciones de la industria francesa hicieron que no se llevara a cabo el traslado. Ferdinand Porsche, junto con su hijo Ferry y su yerno Anton Piëch, abuelo de Ferdinand Piëch y futuro presidente de Volkswagen, fueron arrestados y encarcelados en un presidio medieval en Dijon, Côte-d'Or, Francia, por haber utilizado mano de obra esclava en su fábrica Nibelungenwerke, donde producían vehículos militares para la Wehrmacht y las SS, Ferry se libraría pronto de la condena, pero Ferdinand y Piëch estuvieron encarcelados dos años sin juicio previo. Durante ese confinamiento, fue forzado a trabajar en diseños para Renault, del que saldría el futuro modelo 4CV.
Su hijo Ferry Porsche trató de recuperar la compañía arreglando además otros vehículos y motores y haciendo prototipos para terceros, como el Cisitalia 360 de competición, con cuatro ruedas motrices y un motor de 1.5 L con sobrealimentación para el industrial italiano Piero Dusio, proyecto que fue revisado por Ferdinand a su salida de prisión, lo cual le llenó de orgullo al ver lo bien que había realizado su hijo el trabajo.
Ferry presentaría el primer modelo de la actual marca: el Porsche 356 en junio de 1948, basado en el Volkswagen. Los primeros beneficios del vehículo se utilizaron para librar a su padre de la prisión. El 356 inicialmente se fabricaría artesanalmente en la localidad de Gmünd, Austria y más tarde, en 1949, se trasladaría tanto la familia Porsche como la producción a Stuttgart, entonces Alemania Occidental.
Ferdinand Porsche fue contratado también por VW como consultor y recibió regalías por cada “Volkswagen Tipo 1” producido, lo que proporcionó notables ingresos a la familia, dado el éxito del modelo que tenía su tapicería de seda.
A finales de 1950, sufrió un accidente cerebrovascular, del cual no se recuperaría y moriría semanas más tarde: el 30 de enero de 1951, viendo circular por la carretera los deportivos con su nombre.
En 1999, póstumamente fue nombrado Ingeniero Automovilístico del siglo XX.

### Ferry Porsche
Ferry Porsche nació el 19 de septiembre de 1909. Fue colaborador de su padre desde que en 1931 abriese su propia oficina de proyectos y fue adquiriendo responsabilidades. Ferry fue el responsable del departamento de investigación y desarrollo en el proyecto Volkswagen. Ferry junto a Karl Rabe y Erwin Komenda, comienzan en 1947 el estudio de un deportivo biplaza sobre el Volkswagen: el proyecto n.º 356, que se convertiría en el primer Porsche 356 y primero de la historia de la marca. Es un roadster biplaza con motor central-trasero y carrocería de aluminio. El motor era de Volkswagen, pero modificado para producir 35 CV (25,7 kW) a las 4000 rpm. Este primer 356 era muy diferente de los posteriores 356 de serie. Este prototipo salió del taller de Porsche en Gmünd, una vieja serrería.
Por motivos de costes y practicidad, el prototipo se fue modificando para dar el 356 cupé con motor trasero, marcando una tradición en Porsche hasta hoy. En 1948 la producción del 356 en Austria fue lenta porque faltaba de todo. A partir de 1949 y, tras la vuelta a Stuttgart, mejoró el ritmo de producción, por lo que pidió la participación del carrocero alemán Reutter. Después de 14 años, Porsche compraría todas las acciones de Reutter GmbH. En el Salón del Automóvil de Ginebra de 1949 se presentaron por primera vez los 356 cupé y cabrio.

#### Vuelta a Stuttgart

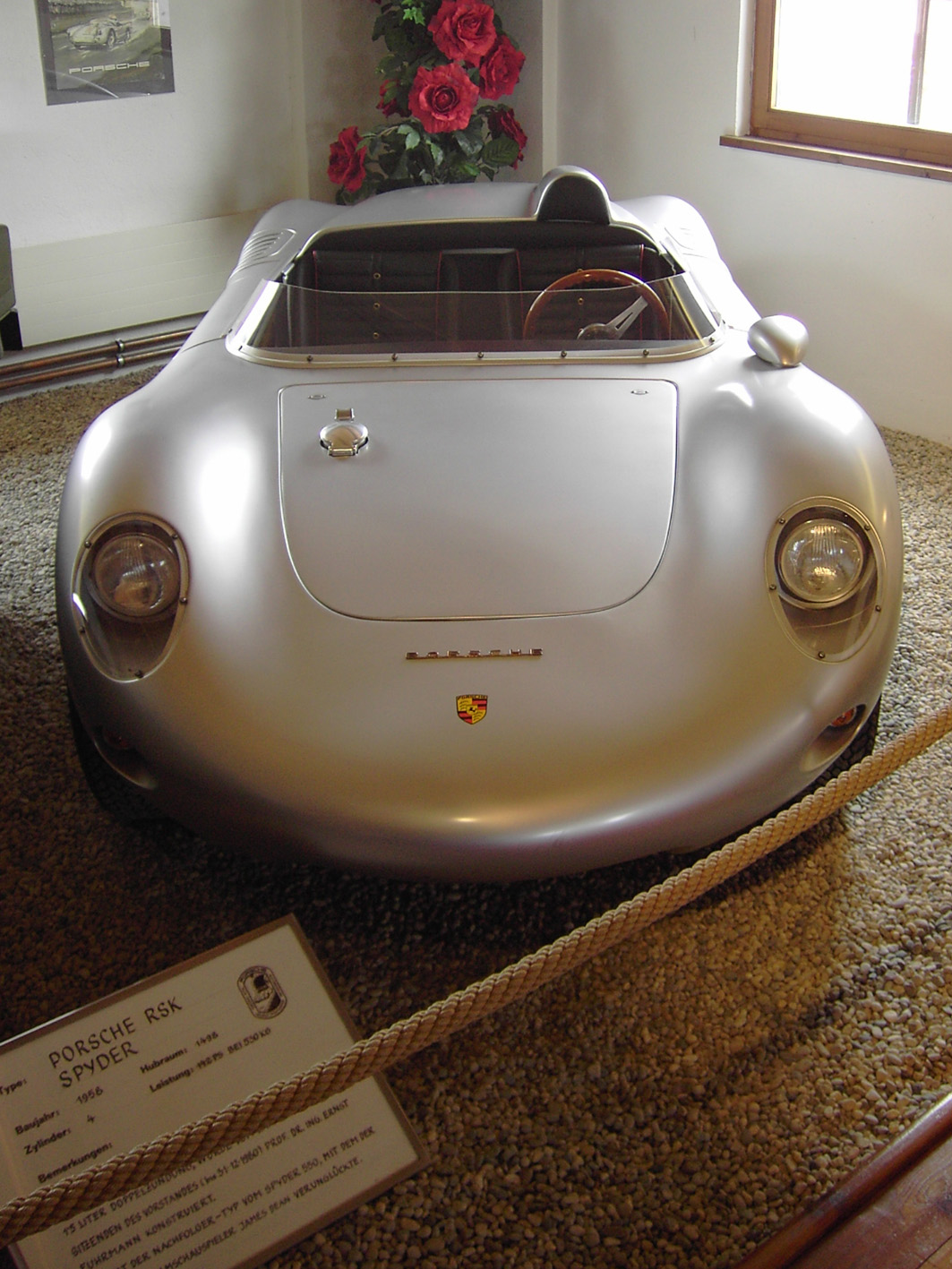
Réplica de un 718 RSK Spyder de 1958, en el Museo Porsche de Gmünd, Austria.

En el verano de 1949 se preparan para el traslado de la producción a Stuttgart, Alemania Occidental, ya que sabían que el Ejército de los Estados Unidos dejaría libre las instalaciones de Zuffenhausen al cabo de un año. A comienzos de los años 1950, se firma un acuerdo entre Volkswagen y Porsche por el que el primero suministraría componentes al segundo.
El último Porsche austriaco se fabricaría el 20 de marzo de 1951, tras haber producido unos 70 cupés con carrocería de aluminio. Los nuevos 356 alemanes serían con carrocería de acero. El primero de estos sale en marzo de 1950. En 1951, Porsche debuta oficialmente en competición, ganando las 24 Horas de Le Mans en la categoría hasta 1100 cm³ (67 pulgadas cúbicas).
En 1952 es creado el emblema actual de Porsche, compuesto por tres patrones: el primero es el nombre de la compañía, ubicado en la parte superior del emblema. El segundo es el escudo de armas del antiguo Estado del Pueblo Libre de Würtemberg del cual Stuttgart era capital y que luego pasó a hacer parte del actual Baden-Wurtemberg en la consolidación política de la República Federal de Alemania en 1949. Este patrón se ubica en la parte posterior del emblema y está conformado por dos recuadros con franjas negras y rojas y otros dos recuadros con cuernos, símbolos del estado. El tercer patrón que se ubica en frente del emblema, es el escudo de armas de la ciudad de Stuttgart y se caracteriza por la yegua negra sobre fondo amarillo.
En 1955 se presenta el 356A. Coincidiendo con el 25.º aniversario de la fundación de la oficina de diseño Porsche, sale de la producción en cadena el Porsche n.º 10000: un 356A cupé. Poco a poco los Porsche van perdiendo su herencia Volkswagen con motores cada vez más potentes y de mayor cilindrada, como lo demuestra el 356A Carrera 1500 de 1956 que desarrollaba 100 CV (73,6 kW) y que alcanzaba los 200 km/h (124 mph). También en los años 1950 se incorpora la segunda fábrica en Zuffenhausen. En el Salón del Automóvil de Fráncfort de 1959 se presenta el 356B. El 1 de noviembre de 1960 entró en funcionamiento la fábrica n.º 3 y dos meses más tarde sale el Porsche 356 n.º 40000.
La última generación del primer modelo de la marca salió al mercado en 1963 bajo la denominación 356C, que permaneció en producción hasta el 28 de abril de 1965, después de 17 años de éxitos con 76 302 unidades fabricadas. Para entonces ya había cientos de 911 rodando por las carreteras.

### El 911 y consolidación

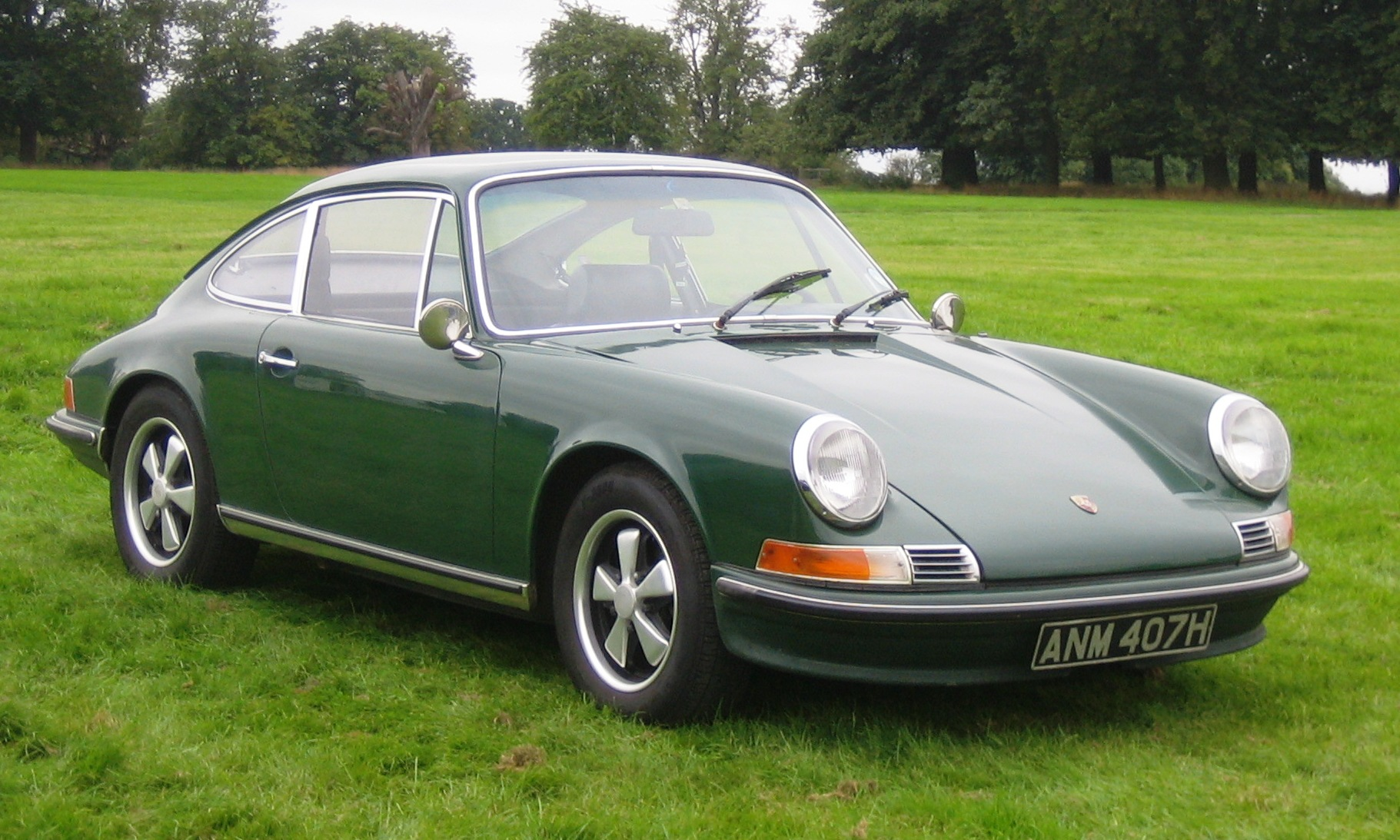
911E de 1969.

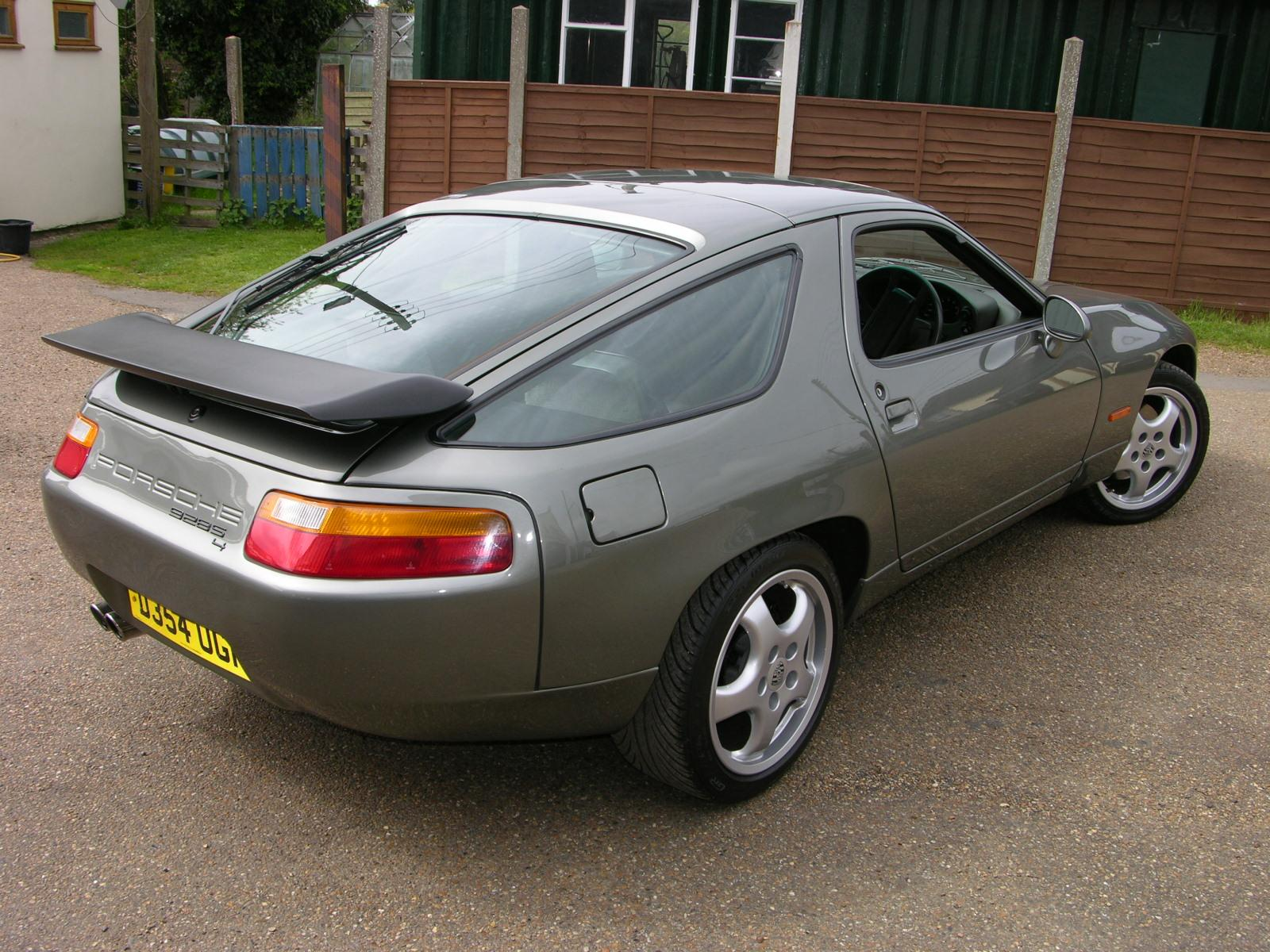
928 S4 de 1987.

A mediados de los años 1950, en Porsche se pensaba en la necesidad de crear un sustituto del 356. Tenía que ser un coche nuevo porque el margen de evolución del 356 ya era muy limitado por su origen Volkswagen. Este nuevo modelo se convirtió en la prioridad de los ingenieros y diseñadores de la marca. Para su concepción había solamente dos premisas básicas: su motor debía ser trasero y estar refrigerado por aire, como en el 356. En las posteriores reuniones entre Ferry y sus colaboradores, se fueron concretando características del vehículo: se prefería un motor plano tipo bóxer, debía ser más largo que su predecesor para dejar más espacio a los pasajeros y la parte trasera tenía que ser tipo fastback. Al final, se decidió sacrificar el espacio destinado a los pasajeros traseros, dejándolo como un 2+2.
El diseño elegido para el nuevo modelo fue obra de Ferdinand Alexander Porsche "Butzi", hijo de Ferry, cuyas formas básicas han perdurado por más de 40 años. Para la planta motriz, la decisión final fue optar por un nuevo bóxer de seis cilindros refrigerado por aire de 1991 cm³ (2 L) con 130 CV (128 HP; 96 kW), obra del ingeniero Hans Mezger, cuya base se ha utilizado en el 911 hasta la generación 997 que data de finales de 2011 y en cuyo impresionante palmarés figuran victorias como en el Rally de Montecarlo, la European Le Mans Series, Canadian-American Challenge Cup (CanAm), Rally Dakar, Fórmula 1, etc. En el desarrollo del motor también intervino un joven Ferdinand Piëch, el ingeniero que creó el Audi Quattro y que llegó a ser presidente del Grupo Volkswagen.
Así, en el Salón del Automóvil de Fráncfort de 1963, se presentaba el nuevo Porsche 901. Peugeot reclamó el derecho exclusivo de utilizar nombres de tres cifras con un cero en medio, por lo que para evitar problemas, Porsche cedió y el 10 de noviembre de 1964 nace la denominación 911.
Según la gama 911, se diversificaba con versiones más potentes, aunque también se encarecía. Esto alejaba al 911 de muchos compradores potenciales. Por eso y para dar un sustituto de cuatro cilindros al 356, salió una versión económica del 911 con un bóxer 1600 y equipamiento reducido. Ese 911 de cuatro cilindros se denominó 912, que era un 25% más barato y con 90 CV (66 kW), aunque renunciaba a las altas prestaciones. El 912 tuvo un gran éxito tanto en Europa como en Estados Unidos y, en tres años, se vendieron más de 30 000 unidades.
Particularmente 1969 fue un año importante, ya que se renueva el 911, que pasa de 2.0 a 2.2 en versiones T, E y S con 125 CV (123 HP; 92 kW), 155 CV (153 HP; 114 kW) y 180 CV (178 HP; 132 kW), respectivamente, mientras que el 912 es sustituido por el 914, un modelo muy criticado, pero que se vendió bien. Durante los años 1970, el 911 siguió evolucionando y aumentando de cilindrada y potencia. En 1973 aparece el 911 Carrera RS, versión deportiva pensada para la homologación para la competición con 210 CV (207 HP; 154 kW), que en su versión de calle se vendió mejor de lo esperado. En 1975 se retira el 914 tras casi 120 000 coches vendidos. En 1974, el 911 sufre sus primeras modificaciones estéticas de relevancia con la llegada del 911 2.7.
En la segunda mitad de los años 1970, la gama se fue enriqueciendo y ampliando con nuevos modelos, tales como: el 930/911 Turbo, el 912E, el 924 y el 928. Este último se había ideado como sustituto del 911 y era radicalmente distinto, con un motor V8 delantero refrigerado por agua y un equipamiento abundante y lujoso. En 1978, al 928 se le otorgó el título de Coche del Año en Europa, siendo el único gran turismo en alzarse con este galardón. Siguiendo la línea iniciada con el 924 y el 928, en 1981 se les une el 944.
Cuando el 911 debería haber concluido sus días bajo el peso del 944 y el 928, no fue así y en 1983, se le añade una versión Cabriolet al 911SC. En vez de ir al cementerio, el 911 renace en 1984. Recibió un rediseño profundo y se convierte en el 911 Carrera 3.2 con 231 CV (228 HP; 170 kW), que terminó siendo una de las gamas más amplias de este modelo, tales como: cupé, targa, cabrio, speedster, más la opción turbo look y el propio 911 Turbo 3.3 de 300 CV (296 HP; 221 kW).
Pensado para competir en el Grupo B, aparece el primer Porsche 4x4: el 959, presentado como prototipo en 1984. Debutó en competición en el Rally París-Dakar de 1985. Los retrasos en la producción supusieron que no pudiese ser homologado antes de la prohibición del Grupo B en 1987, por lo que este no pudo llegar al Campeonato Mundial de Rally. Los 250 ejemplares fabricados se convirtieron, junto al Ferrari F40 y al Lamborghini Countach, en los superdeportivos por excelencia de los años 1980.
Actualmente el 911 es el “buque insignia” de la marca.

### La crisis y el nuevo despegue

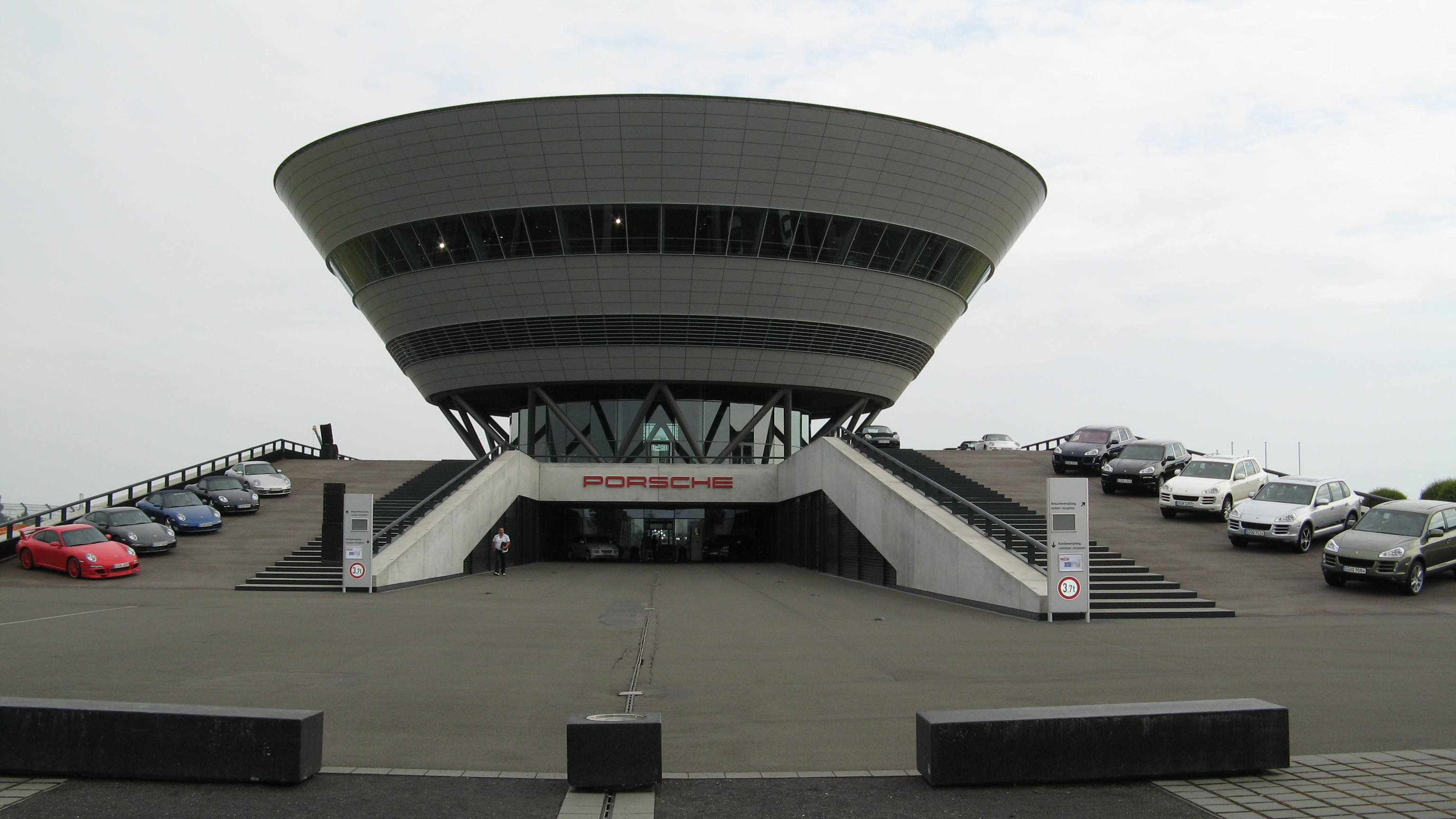
Edificio de servicio de atención al cliente en Leipzig.

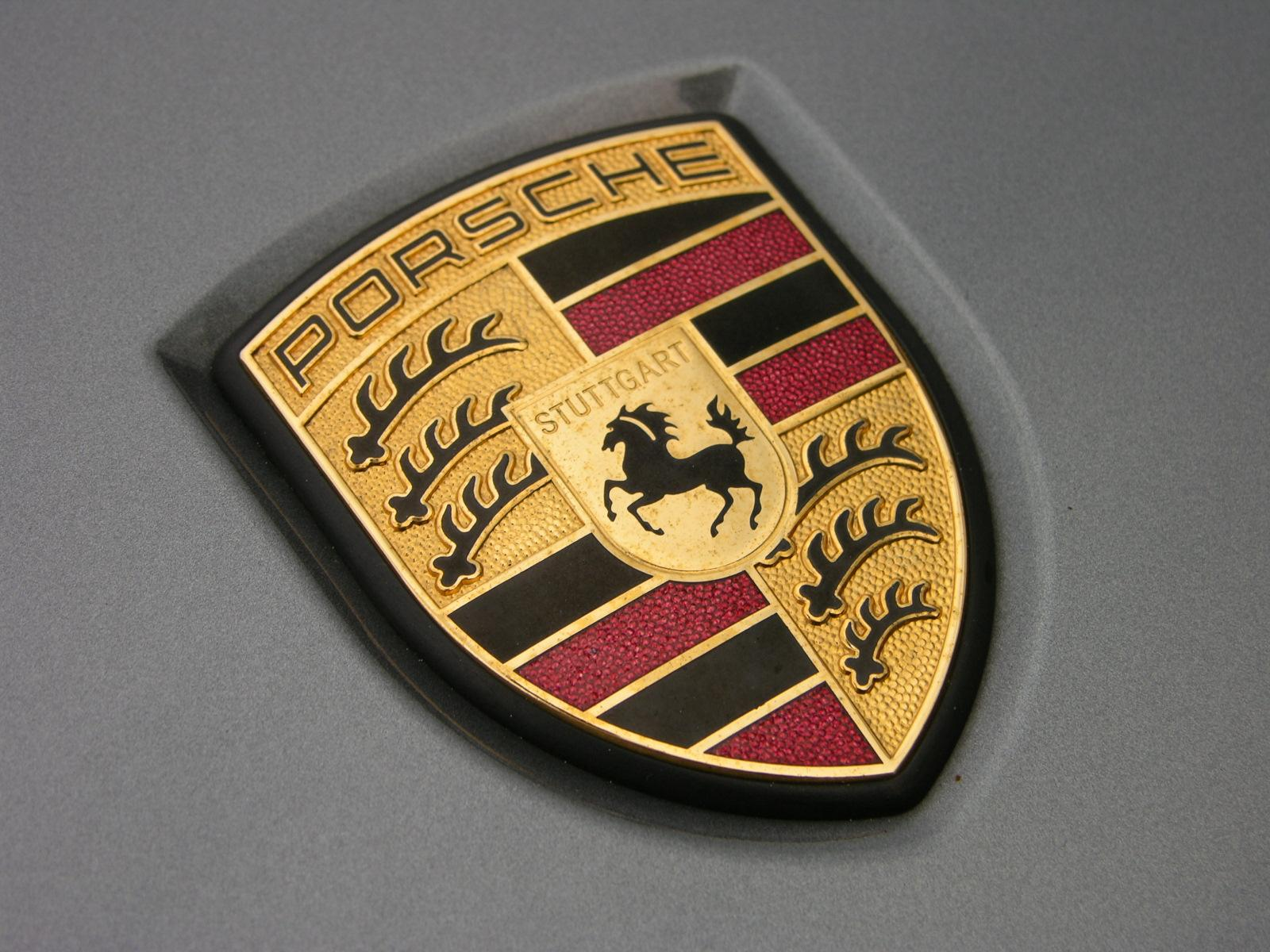
Logo en una Cayenne 3.2 V6.

Desde finales de 1980, los resultados y las ventas de la empresa se resienten y se empiezan a acumular fracasos. Se estaba cocinando una crisis que llegó a poner en entredicho la supervivencia de Porsche a principios de los años 1990. En 1984, las ventas eran de 50 000 coches y a principios de la nueva década, eran la mitad. Especialmente alarmante fue la caída de ventas en los Estados Unidos: en 1984 absorbía el 50% de la producción mientras que en 1991 solamente se consiguieron vender 6000 coches.
Esto se reflejó en la gama de modelos. En 1988 se retira el 924, sin ser sustituido. En 1991 aparece la última versión del 928, el 928 GTS que sería retirado sin pena ni gloria en 1995. También en 1991 se presentó el 968 como sustituto del 944, que fue un rotundo fracaso. Se dejó de fabricar en 1995 después de 11 602 unidades ensambladas, muchas menos de lo previsto. El 911 estaba envejeciendo frente a la competencia, debía cambiar y en 1989 se presenta el 911/964 con un bóxer que ofrecía 250 CV (247 HP; 184 kW), con la misión de ser el sostén de Porsche para los siguientes años. Fue el primer modelo de Porsche en llevar tracción en las cuatro ruedas, con lo que se formaba el primer Carrera 4. El nuevo 911 fue incapaz de cumplir con su misión. Además, la construcción del 911/964 resultó ser muy cara.
Con este panorama, Porsche entró en la década de los años 1990 con una enorme preocupación. Solamente les quedaba una carta y no podían equivocarse. Se tenía que simplificar la gama para recortar gastos y había que concentrar los recursos financieros en la creación de un 911 de éxito. Se encargó a un veterano de la marca, Peter Falk, la elaboración de un amplio dosier sobre el que se definirían las pautas de desarrollo del futuro 911/993. En este dosier se antepone ante todo la agilidad. Así el nuevo modelo debía girar en torno a agilidad, comportamiento y juventud. Para mejorar la agilidad se decidió rediseñar por completo el tren trasero. Al final el 911/993 no heredó nada del 964, a excepción de la línea del techo. Por otro lado, la simplificación de la gama fue radical, quedando el 911/993 como único modelo durante algunos meses en 1995-1996.
El 911 Carrera Coupé 993 debutó en diciembre de 1993, con un nuevo bóxer que ofrecía 272 CV (268 HP; 200 kW). El 993 a diferencia de su antecesor, sí fue un éxito y se recuperaron las ventas y fue rentable. Esto hizo que con el tiempo el 993 fuese ampliando el número de carrocerías y recibiese un ligero aumento de potencia hasta 282 CV (278 HP; 207 kW). A la gama 993 se le añade el nuevo Turbo de 408 CV (402 HP; 300 kW) en 1995 y más tarde, llegó el Turbo S con 450 CV (444 HP; 331 kW). en edición limitada. Al conseguir superar el bache económico, la marca se animó a producir el Boxster en primavera de 1996, aunque el prototipo había sido presentado tres años antes. Se había desarrollado en conjunto con el futuro 911/996 que saldría en 1997. El objetivo era que ambos vehículos compartiesen el mayor número de piezas posible para contener los costes y mejorar la productividad, dos causas de los problemas económicos antes mencionados.
1997 fue un buen año para Porsche. Se había dejado atrás las dificultades, el 993 era un éxito, el Boxster se vendía bien, se empezaba a recuperar su imagen y la gestión realizada por el nuevo presidente, Wendelin Wiedeking, parecía eficiente. Además, salía al mercado el nuevo 911, el primero con motor refrigerado por agua. Este fue el último modelo de la marca a cuya presentación acudió Ferry Porsche, quien murió el 27 de marzo de 1998. En 2003, Porsche celebra el 40.º aniversario del 911 de la mejor forma posible, porque el 911/996 se convirtió en uno de los mejor vendidos de esta longeva saga y lo hizo con una edición limitada de 1963 ejemplares del 911, con un diseño mezcla del 911 básico y el Carrera 4S y una evolución del bóxer hasta 345 CV (340 HP; 254 kW).
En 2002, Porsche inaugura su nueva fábrica en Leipzig, donde se fabrican las nuevas SUV Cayenne, el primer Porsche todoterreno y el primero en poder ser utilizado para viajar con la familia. La Cayenne suponía entrar en un segmento mucho más grande que el de los deportivos, como lo demuestra su nivel de ventas, en torno a 30 000 unidades anuales, siendo un éxito rotundo. En 2003, se añade el superdeportivo Carrera GT de 612 CV (604 HP; 450 kW). Al año siguiente se renuevan el Boxster (987) y el 911 (997) y, en 2005, aparece un quinto modelo: el Cayman derivado de los 987 y 997. En 2008, Porsche presenta el nuevo 997 MkII. Esta renovación hace cambiar los faros delanteros y traseros, incorporándose a las últimas modas de los led. Una de las grandes incorporaciones al 997 MkII es la nueva caja de cambios de doble embrague de Porsche (PDK), dejando atrás a la caja Tiptronic.
En 2009 se empezó a comercializar una berlina de cinco puertas con el nombre de Panamera. En 2013 se presentó un segundo todoterreno llamado Macan.
En la actualidad Porsche está bajo la tutela de Volkswagen, al ser esta la propietaria mayoritaria.
En 2015 Oliver Blume es nombrado nuevo presidente de la compañía, además de una extensión de contrato por cinco años más.
En 2021 tenía una plantilla total de 36 996 empleados, reportó ingresos por 33 138 000 000 €, un beneficio de explotación de 5 314 000 000 €, un beneficio neto de 4 038 000 000 €, unos activos totales de 51 382 000 000 € y una producción total de 301 915 vehículos.

## Modelos
| Años                                         | Modelo                              | Comentarios | Imagen                              |
| Serie de deportivos con motor bóxer          | Serie de deportivos con motor bóxer | Serie de deportivos con motor bóxer | Serie de deportivos con motor bóxer |
| -------------------------------------------- | ----------------------------------- | --- | ----------------------------------- |
| 1948-1965                                    | 356                                 | El primer coche de producción de Porsche y un antepasado directo del Porsche 911. Fue vendido como 356, 356 A, 356 B, 356 C. |                                     |
| 1954-1956                                    | 550 Spyder                          | Uno de los coches de carreras 356 desarrollado, se vendió en pequeños cantidades a los clientes. Fue famoso por el accidente mortal de James Dean, quien lo bautizó como "Little Bastard" ("pequeño bastardo"). |                                     |
| 1964-1989                                    | 911 clásico                         | El clásico y el más conocido de la producción de automóviles deportivos de Porsche. Fue introducido en el Salón del Automóvil de Fráncfort en 1963, por primera vez como un Porsche 901. El nuevo 901 al final pasó a llamarse 911, debido a que Peugeot tenía reservados los números de tres cifras con un cero en medio para nombrar a sus modelos.                                                                    |                                     |
| 1965-1969 y 1976                             | 912                                 | Una versión más económica del 911 con un bóxer de cuatro cilindros del 356 SC. El 912 fue sustituido por el 914 en 1970. |                                     |
| 1970-1976                                    | 914                                 | El VW-Porsche 914 fue desarrollado en colaboración con Volkswagen. Se ofreció el 914/4 con cuatro cilindros o bajo el nombre de 914/6 con el bóxer de seis cilindros del 911 T. Se construyeron un total de 115 646 unidades del 914/4 y 3360 unidades del 914/6. |                                     |
| 1971                                         | 916                                 | El 916 se basa en el 914/6 con el bóxer de seis cilindros del 911S o el 2.7 del Carrera RS. Se construyeron solamente un total de 11 vehículos. |                                     |
| 1975-1989                                    | 930                                 | Más conocido como «911 Turbo», fue el primer Porsche con turbocompresor. Se ofreció en cupé, Cabriolet y targa. |                                     |
| 1987-1988                                    | 959                                 | Basado en el 911 y del Gruppe-B-Studie a partir de 1983. El primer superdeportivo de Porsche surgió a partir de aplicaciones de carreras. Fueron fabricadas 337 unidades al precio exclusivo de 560 000 marcos alemanes o US$200 000 (equivalente a $611 828 en 2023). |                                     |
| 1988-1993                                    | 964                                 | Contenía muchos elementos del Porsche 959. Por primera vez hubo un 911 de cuatro ruedas motrices: el Carrera 4, con tecnología también del resultado del 959. El 964 tuvo numerosas variantes de carrocería. |                                     |
| 1993-1998                                    | 993                                 | El Porsche 993 es la última versión del 911 con un bóxer refrigerado por aire. El cierre de su producción marcó el final de los Porsche refrigerados por aire, dándole un lugar especial en las mentes y los corazones de los fanáticos. Siguiendo la tradición, Porsche construyó el coche en diversas variaciones de carrocería y modelos. Los espartanos Carrera RS y GT2 fueron específicamente para la competición. |                                     |
| 1997-2006                                    | 996                                 | Esta carrocería totalmente nueva de los «911» tenía un bóxer refrigerado por agua. Los modelos son: Carrera, Carrera 4 y Carrera 4S y las versiones Cabriolet y Targa, así como Turbo y Turbo S, ambos modelos disponibles en Cabriolet y el 911 GT2, 911 GT3, así como una homologación limitada del 911 GT3 RS, que se vendieron cerca de 300 unidades.                                                                |                                     |
| 1999-presente                                | 911 GT3                             | Se trata de una edición limitada con un bóxer naturalmente aspirado pensada inicialmente para los circuitos, aunque después también se vendía al público en general. |                                     |
| 2004-2012                                    | 997                                 | El actual Porsche 911. Disponible en Carrera, Carrera S, Carrera 4, Carrera 4S, Targa 4, Targa 4S, Turbo GT3, GT3 RS, GT2 y GT2 RS. Todos los modelos excepto el GT3, GT3 RS, GT2 RS y GT2 y los modelos Targa están también disponibles como Cabriolet. |                                     |
| 2011-presente                                | 991                                 | La séptima generación del 911 se presentó en septiembre de 2011 en el Salón del Automóvil de Fráncfort. |                                     |
| 1996-2004                                    | Boxster Tipo 986                    | La primera versión del Porsche Boxster. El coche tenía un motor central-trasero tipo bóxer de seis cilindros y se ofreció solamente como un roadster. |                                     |
| 2004-2012                                    | Boxster Tipo 987                    | Esta versión del Boxster salió al mercado el 27 de noviembre de 2004. |                                     |
| 2012-presente                                | Boxster Tipo 981                    | La versión más reciente del Boxster salió al mercado en el año 2012. |                                     |
| 2005-presente                                | Cayman                              | Está basado en el Porsche Boxster, estando en el mercado desde noviembre de 2005 como un Cayman S. A diferencia del 911, es un cupé biplaza puramente deportivo. Desde el otoño de 2006, se ofrece el de nivel de entrada. |                                     |
| Serie de deportivos con motor en línea       |                                     | |                                     |
| 1976-1988                                    | 924                                 | El coche fue diseñado originalmente como el sucesor del VW-Porsche 914 desarrollado para Volkswagen y Audi lo proporcionó inicialmente con un motor modificado. |                                     |
| 1979-1982                                    | 931                                 | Fue vendido bajo el nombre de «Porsche 924 Turbo» en la década de 1980. |                                     |
| 1981                                         | 937                                 | Se mercadea como «Porsche 924 Carrera GT», que encarna la versión de carreras homologadas para la circulación del Porsche 924 Carrera GTR. Este coche fue homologado para carreras Grupo B. |                                     |
| 1981-1991                                    | 944                                 | Este modelo, con el 911 en los años 1980 generó más ingresos. La carrocería llega del Porsche 924, pero las salpicaderas se ampliaron para que se parecía al 924 Carrera GT. |                                     |
| 1985-1991                                    | 951                                 | El 951 se comercializó como un «Porsche 944 Turbo». Este coche fue el modelo tope de la serie 944. |                                     |
| 1992-1995                                    | 968                                 | El 968 se convirtió en el modelo final de una línea de evolución de casi 20 años con la introducción del Porsche 924 y terminando con el Turbo S, RS Turbo y Turbo RS Le Mans, que son tres versiones distintas del 968. |                                     |
| Serie de deportivos con motor en V           |                                     | |                                     |
| 1977-1995                                    | 928                                 | El modelo de Porsche que debió sustituir a la 911. Este coche es uno de los de Gran Turismo. Tenía un V8 y fue construido hasta 1995. El primer modelo tope de gama fue el 928 GTS. |                                     |
| 2003-2006                                    | Carrera GT                          | El Carrera GT es un superdeportivo con motor central-trasero de tracción trasera y carrocería descapotable de dos puertas biplaza. El Carrera GT fue designado como el coche más rápido de 2005. |                                     |
| 2009-presente                                | Panamera                            | Sedán deportivo de lujo, también disponible con motor diésel o híbrido. |                                     |
| 2013-2015                                    | 918 Spyder                          | El prototipo de automóvil deportivo fue mostrado por primera vez en la 80.ª edición del Salón del Automóvil de Ginebra en marzo de 2010. El lanzamiento estaría previsto para 2013 con el nivel de precios del Carrera GT de 450 000 € al que sustituiría. |                                     |
| Serie de deportivos con propulsión eléctrica |                                     | |                                     |
| 2019-presente                                | Taycan                              | Sedán deportivo de lujo totalmente eléctrico. |                                     |
| Vehículo deportivo utilitario                |                                     | |                                     |
| 2002-2010                                    | Cayenne I                           | Es el primer vehículo deportivo utilitario (SUV) de Porsche en producción en serie. Disponible en Cayenne, Cayenne Diesel, Cayenne S, Cayenne S Hybrid, Cayenne Turbo y el Cayenne GTS, presentado en 2007. Está basado en una plataforma común con los Audi Q7 y Volkswagen Touareg. |                                     |
| 2010-2017                                    | Cayenne II                          | El sucesor del Cayenne I. Disponible en cinco motorizaciones: motor V6 de 3.6 litros, V8 de 4.8 litros, incluyendo la versión Turbo, un diésel de 3.0 litros y la versión híbrida para el Cayenne S, incluyendo un V6 de 3.0 litros con 333 CV (328 HP; 245 kW), acompañado de un motor eléctrico de 52 CV (51 HP; 38 kW).                                                                                               |                                     |
| 2017-presente                                | Cayenne III                         | El sucesor del Cayenne II. Disponible en cinco motorizaciones: motor V6 de 3.0 litros, V6 biturbo de 2.9 litros, V8 de 4.0 litros, incluyendo la versión Turbo, esta vez sin versión diésel, además una versión híbrida para el Cayenne S, incluyendo un V6 de 2.9 litros con 446 CV (440 HP; 328 kW), acompañado de un motor eléctrico de 116 CV (114 HP; 85 kW).                                                       |                                     |
| 2014-2018                                    | Macan I                             | El segundo SUV de la marca de tamaño compacto, basado en el Audi Q5. |                                     |
| 2018-presente                                | Macan II                            | Una versión actualizada del segundo SUV de la marca de tamaño compacto, basado en el Audi Q5. |                                     |

## Deporte Motor
Su éxito en competición ha sido inmenso, sumando más de 30 000 victorias en todo tipo de categorías. Porsche ha sido capaz de ganar al más alto nivel de carrera de resistencia, gran turismo, rally, raids y monoplazas. En los primeros años y debido a que Porsche ofrecía motorizaciones de pequeña cilindrada, las victorias eran dentro de su clase. A partir de los años 1960 llegaron las victorias absolutas, mientras seguían acumulando las victorias de clase. La firma también se ha caracterizado porque en muchas ocasiones ha delegado la responsabilidad sobre equipos semioficiales y privados.

### Porsche en los rallyes
Las victorias más importantes en el mundo de los rallyes han sido el título por marcas en el mundial de rallyes de 1970 (entonces campeonato internacional) y las victorias en el París-Dakar de 1984 y 1986. También ha conseguido 20 títulos del Campeonato Europeo de Montaña y ha ganado 11 veces el Rally Targa Florio. Además ha acumulado 19 victorias absolutas en las 24 Horas de Le Mans, siendo el fabricante con mayor éxito en el circuito francés.

#### Porsche 356

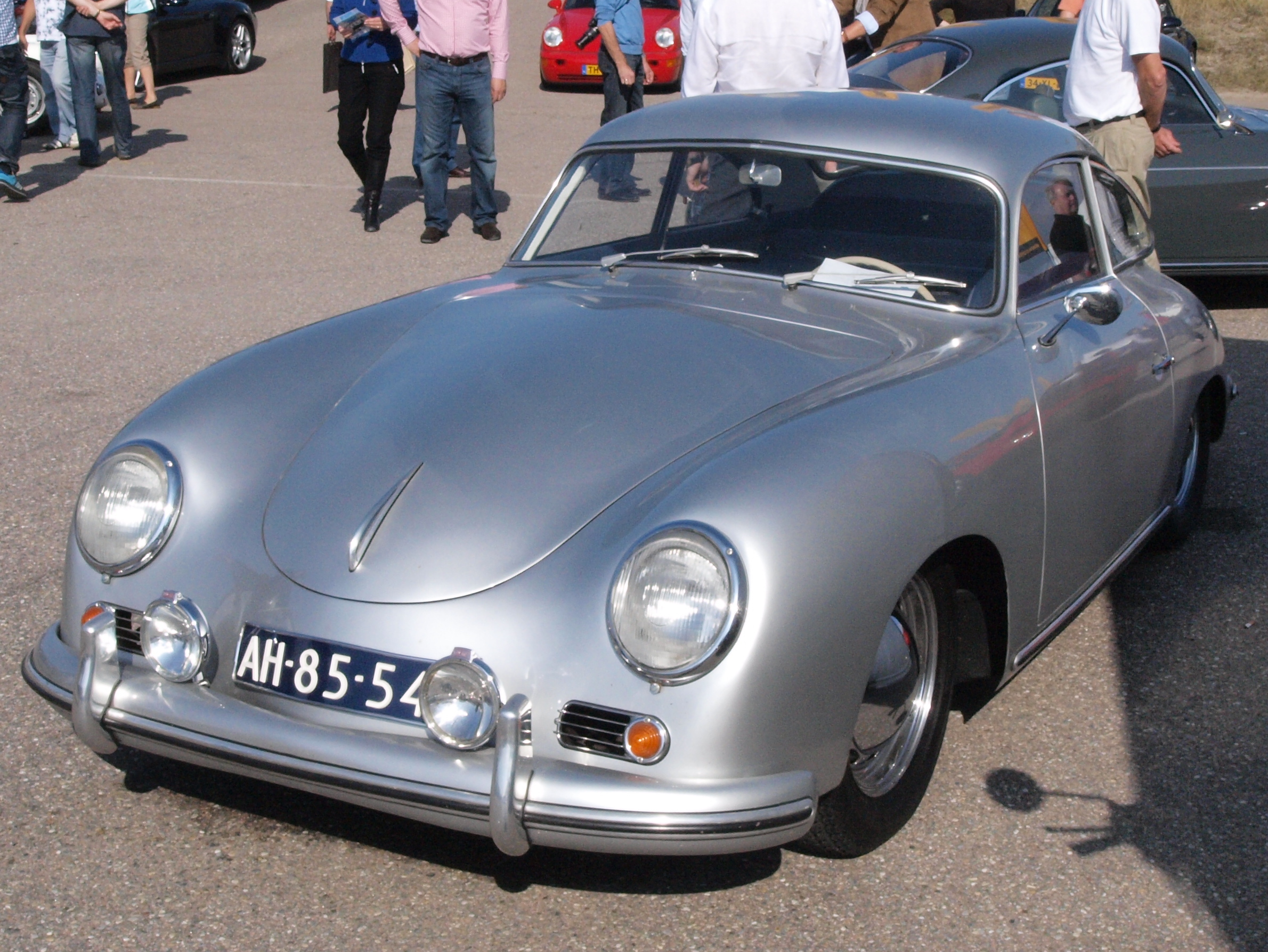
356A 1600 en el Festival Nacional Oldtimer de 2009 en Zandvoort.

El 356 al ser el primer modelo fabricado en serie de la marca, también fue el primero en competir en rallyes, siempre en manos privadas y mostrándose muy competitivo. La primera victoria llegó en 1952 en el Rally de Suecia, también conocido como “del sol de medianoche”, prueba que dominó a la perfección, pues volvió a ganar en 1953, 1954, 1955 y 1963. El otro rally en el que se desempeñó notablemente fue el Lieja-Roma-Lieja, donde, debido a la gran distancia recorrida, la fiabilidad era muy importante. Este lo ganó en cuatro ocasiones: 1952, 1954, 1957 y 1959. A los mandos de un 356 se proclamó campeón de Europa tanto Helmuth Polensky en 1953, como Hans-Joachim Walter en 1961.
Fuera de Europa consiguió ganar dentro de su categoría la Carrera Panamericana en 1952 y 1953, siendo esas victorias el origen de la denominación "Carrera" utilizado precisamente para los 356 y 911.

#### Porsche 911 2.0
El 911 debutó en el Rally de Montecarlo de 1965, obteniendo una quinta plaza. Al año siguiente cambió la reglamentación de las homologaciones; Porsche consiguió homologar el mismo modelo para todos los grupos, aunque para el Grupo 1 lo hiciese con el 912. La primera victoria en los de máxima categoría llegó en el Rally de Alemania de 1966. Hasta 1969 sumó 19 victorias, incluidos dos Rally de Montecarlo. En 1968, Pauli Toivonen se proclamó campeón de Europa y Porsche quedó tercero en el Campeonato Mundial de Sport Prototipos. Al año siguiente fueron segundos.
La potencia y el peso del 911 dependía del grupo en el que estuviese homologado. Para el Grupo 5 ofrecía 210 CV (207 HP; 154 kW) con 830 kg (1830 libras) de peso.

#### Porsche 911S 2.2 y 2.5

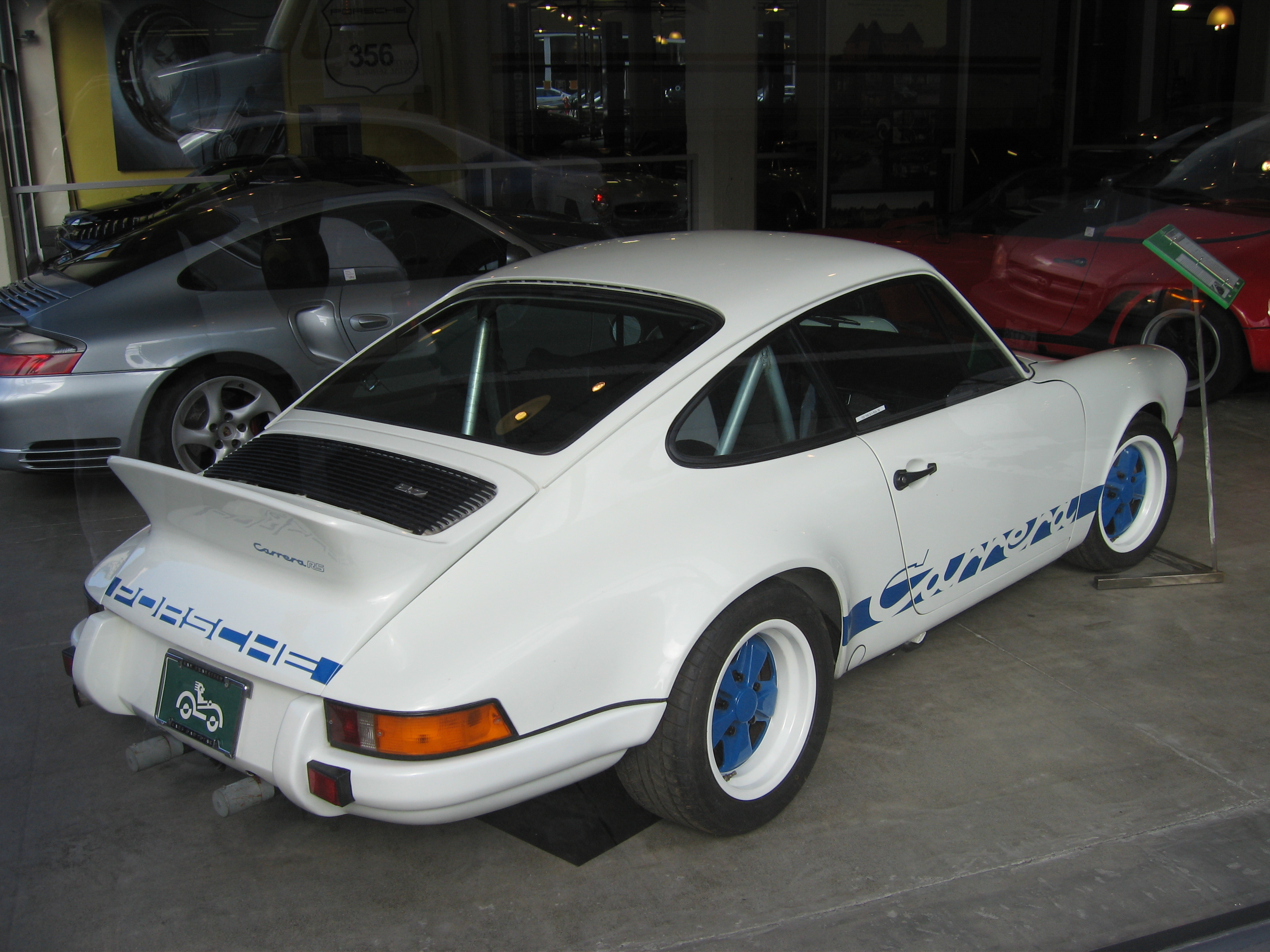
911 Carrera RS de 1972.

Con la experiencia adquirida en los cuatro años anteriores, se presentaba para la temporada 1970 el nuevo 911S 2.2 y esta vez pudieron conseguir el título por marcas. Además, en esa temporada Björn Waldegård consiguió tres victorias: Montecarlo, Suecia y Austria. Esta fue la última temporada en la que el 911 tuvo un equipo oficial, pasando desde entonces a equipos privados. El 2.2 desarrollaba 230 CV (227 HP; 169 kW) y el 2.5 aumentaba hasta 275 CV (271 HP; 202 kW).

#### Porsche SC y 911 RS
En 1973 se crea el Campeonato Mundial de Rally de la FIA, que supuso la prohibición del Grupo 5. La respuesta de Porsche fue el 911 Carrera RS 2.7 para el Grupo 3. Este modelo se diferenciaba de los anteriores por su “cola de pato”, debido a la forma de su alerón trasero. La versión RSR se homologó para el Grupo 4. Más tarde el bóxer se amplió hasta los 3.0 litros, alcanzando los 300 CV (296 HP; 221 kW) de potencia. Como la fábrica ya no tenía equipo oficial y el Lancia Stratos dominaba con mano de hierro, los resultados fueron escasos en el mundial. Solamente pudo vencer en el Rally de Montecarlo de 1978 con Jean Pierre Nicolas. Sin embargo, en manos de pilotos privados, consiguió numerosos títulos nacionales durante los años 1970.
En 1978, Porsche anuncia su sustituto: el 911SC. Este modelo supuso la vuelta de un equipo oficial Porsche, con patrocinio de Martini Racing para el Rally Safari de 1978. En este debut su actuación fue muy buena y solamente los problemas con la suspensión privaron a Björn Waldegard de la victoria. Al final, Porsche se tuvo que conformar con el segundo y cuarto puesto, firmando una de sus mejores actuaciones en África. A pesar de que pronto los Porsche volvieron a manos privadas, sobre todo a las del equipo francés Porsche Almeras, el 911SC fue capaz de ganar el rally y de obtener podios con cierta regularidad. También en su palmarés está el Campeonato de Europa de Rally, con el español Antonio Zanini en 1980; y en el Campeonato de Francia de Rally y el Campeonato de España de Rally, con Bernard Béguin y Zanini.
El 911SC consiguió la última victoria de Porsche dentro del mundial en el Rally de Córcega de 1980.

#### Porsche 911SC RS

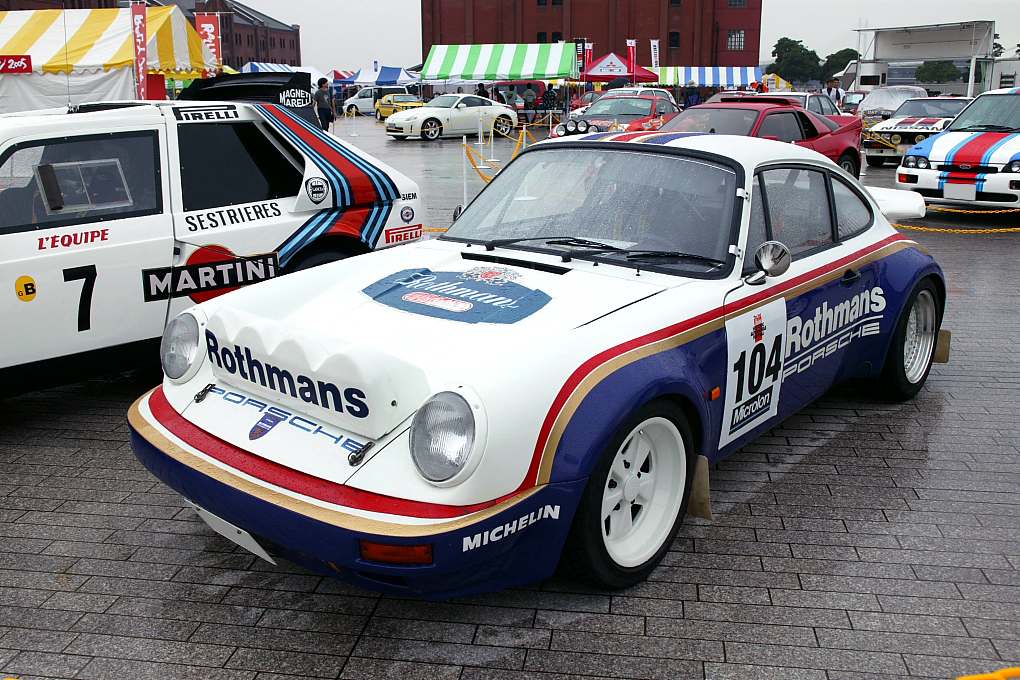
911 SC RS.

Este automóvil fue preparado junto a Prodrive, el equipo que se encargaba de los Subaru oficiales, para participar en el Grupo B en 1984. El 911SC RS no era lo suficientemente potente y con tracción trasera estaba desfasado frente a los de tracción en las cuatro ruedas, como el Audi Quattro o el Peugeot 205 Turbo 16. Así, este fue una segunda fila dentro del mundial de rally. Sin embargo, fuera del mundial, en el desierto, inició un período de tres años en los que las victorias de Porsche fueron algo habitual. En 1984 también debutan en el Rally París-Dakar con una versión de tracción total del 911 y ganó a la primera con René Metge y Dominique Lemoyne.
De todas formas Porsche no se preocupó demasiado del desarrollo del último 911 de rally porque estaban más preocupados en el desarrollo del 959.

#### Porsche 959

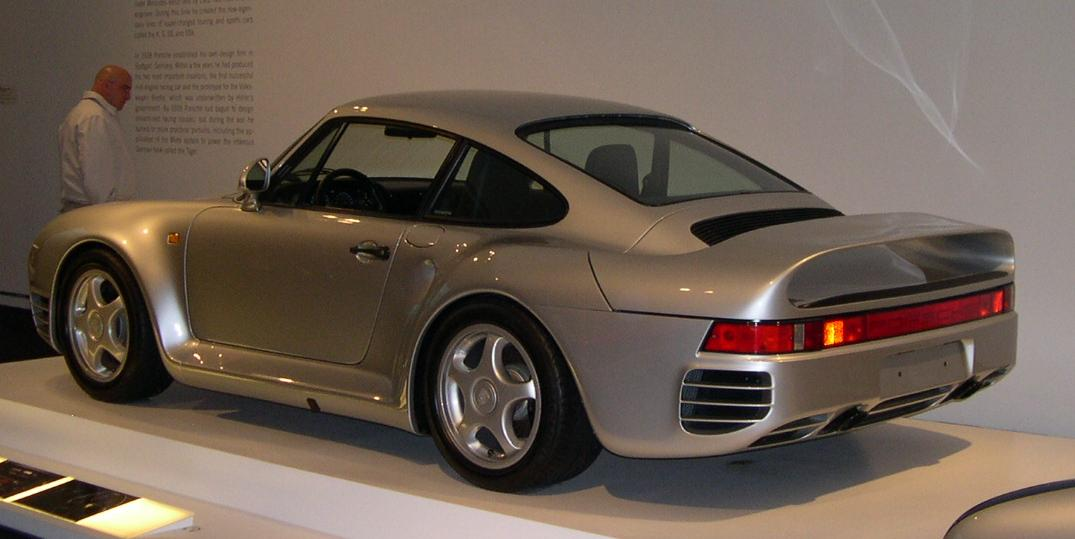
Vista trasera 3/4 del 959 propiedad de Ralph Lauren.

Fue el primer Porsche diseñado específicamente pensando en el Grupo B y en los rallyes en general. Con tracción total y una motorización muy potente biturbo capaz de dar 600 CV (591,8 HP; 441,3 kW), era una auténtica bestia. Fue presentado al público en 1984 y, si hubiese debutado ese mismo año, habría sido el automóvil de Grupo B definitivo, pero no fue así. Porsche tenía que construir 200 unidades para poder homologarlo en el Grupo B. Debido a los retrasos en la producción, no se consiguió completar el coche número 200 hasta 1987, cuando ya estaba prohibido el Grupo B. Ante la imposibilidad de competir en el mundial, la marca lo hizo participar en los raids donde estaban permitidos los prototipos. El resultado fue excelente, ya que en 1985 ganó el Rally de los Faraones con Saeed Al Hajri, al imponerse en todas las etapas y le sacó más de tres horas al segundo clasificado.
En 1986, el 959 se adjudicó el París-Dakar con la pareja René Metge-Dominique Lemoyne.

### En los circuitos
El palmarés de la marca en circuitos es superior al obtenido en el mundo de los rally y raids. Los principales campeonatos en esta categoría obtenidos por la marca son:
- 2 títulos como motorista en Fórmula 1 con el equipo McLaren, bajo la alianza con la marca Techniques d'Avant Garde (TAG), el cual cocreó los motores del equipo bajo dicha denominación (1984 y 1985).
- 1 victoria en Fórmula 1 como constructor (Dan Gurney en el GP de Francia 1962).
- 19 victorias absolutas en las 24 Horas de Le Mans.
- 20 victorias absolutas en las 24 Horas de Daytona.
- 18 victorias absolutas en las 12 Horas de Sebring.
- 11 títulos del Campeonato Mundial de Resistencia y 3 títulos del Campeonato Mundial de Resistencia de la FIA.
- 18 títulos del Campeonato IMSA GT.
- 6 títulos del Deutsche Rennsport Meisterschaft.

#### Fórmula 1
En el Campeonato Mundial de Fórmula 1, la marca alemana ha competido en tres períodos distintos, inicialmente fabricando chasis y motores para su equipo oficial y otros privados; y luego como proveedor de motores. Entre 1959 y 1962, el equipo oficial logró cinco podios, una pole position y una victoria, de 1983 a 1987, fabricó motores para McLaren, bajo el nombre Techniques d'Avant Garde (TAG), ganando dos veces el Campeonato Mundial de Constructores de Fórmula 1 y tres veces el Campeonato Mundial de Pilotos de Fórmula 1 y, en 1991, fabricó motores para Footwork (Arrows Grand Prix International). Sus chasis fueron el 718, el 787 y el 804.

#### Porsche 935
El nuevo Grupo 5 definió el Campeonato Mundial de Resistencia en 1976. Los nuevos coches tenían que proceder de vehículos de serie, tanto a nivel mecánico como estético. Además, para poder participar en el Grupo 5, el coche tenía que haber sido homologado antes en uno de los grupos inferiores. Porsche consideró que en el 930/911 Turbo tenía un buen punto de partida. Homologó primero la versión para el Grupo 4, denominado 934. Tras esto se puso manos a la obra con el 935.
El 935 no era, ni por asomo, un turismo y del 911 Turbo quedaba la línea del techo y la base de la mecánica. Con un 2857 cm³ (2,9 L) Turbo para poder entrar en la categoría de 4.0 litros, empezó desarrollando 600 CV (592 HP; 441 kW) en 1976, para terminar ofreciendo hasta 850 CV (838 HP; 625 kW). Para Le Mans se desarrolló el 936, ya que en esta carrera existía un Grupo 6. La familia 934-935-936 es el Porsche más exitoso en cuanto a triunfos obtenidos.
En concreto el 935 le ganó a toda oposición existente, sumando 41 victorias entre 1976 y 1981 en el Campeonato Mundial de Resistencia y 63 en el Campeonato IMSA GT estadounidense. A esto hay que sumar la victoria en las 24 Horas de Le Mans en 1979, donde los 935 quedaron 1.º, 2.º y 3.º, mientras que un 934 quedó en 4.º lugar. Acumuló seis victorias consecutivas en las 24 Horas de Daytona, cinco títulos consecutivos en el Campeonato Mundial de Resistencia y otros cinco en el IMSA, además de muchos campeonatos nacionales por todo el mundo.
No hay ningún otro coche con un palmarés parecido. Fue tal la superioridad que Porsche retiró su equipo oficial en 1978, aburrido por la falta de oposición, dejando así multitud de victorias al alcance de los Porsche de los equipos privados.

#### Porsche 917

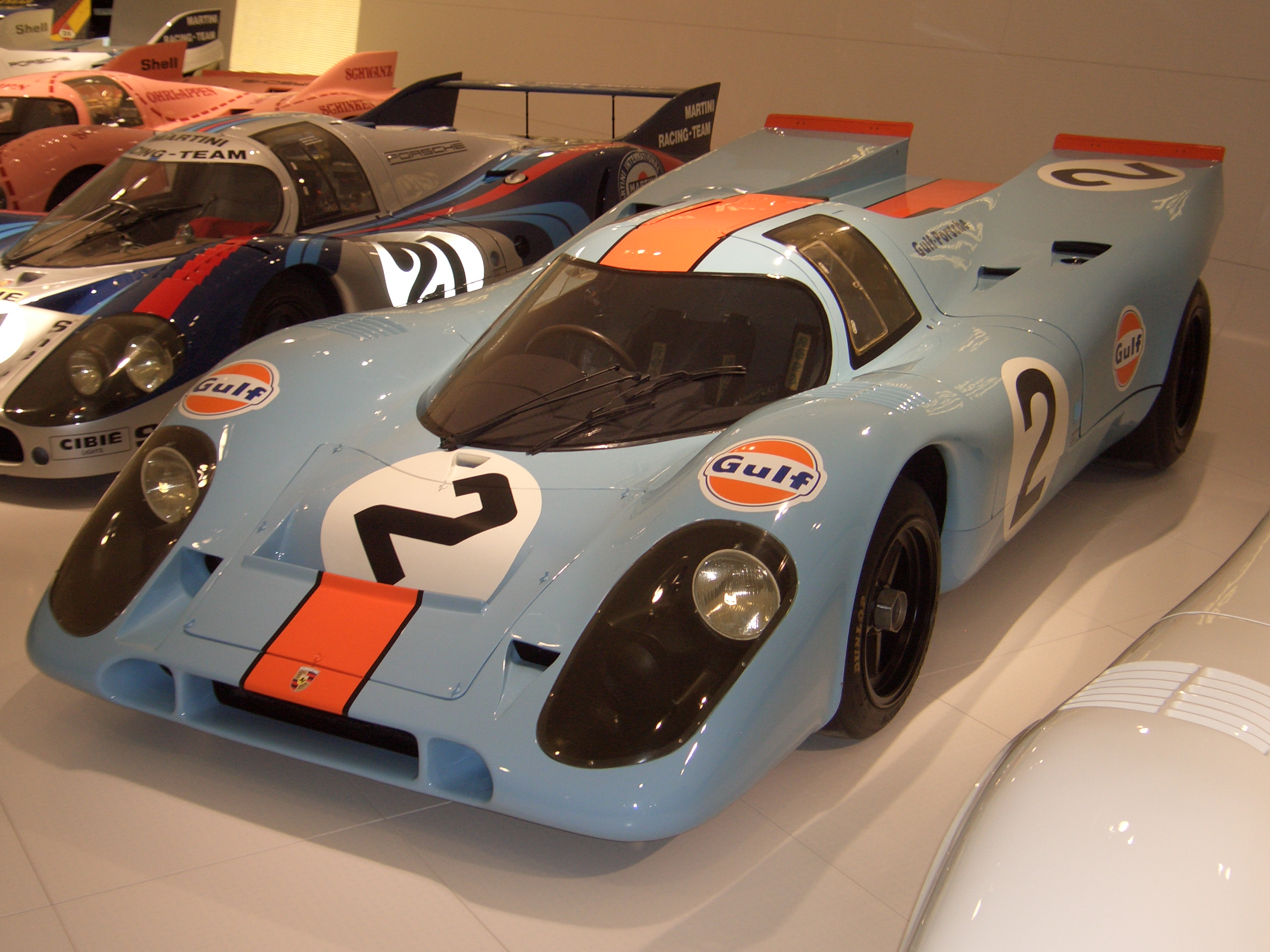
917 4.9 KH coupé Campeón Mundial de 1970, de Pedro Rodríguez.

El 917 nace a partir de un cambio en la reglamentación del Campeonato del Mundo de Resistencia promovido por la Commission Sportive Internationale (CSI) en 1968. Con el nuevo reglamento apareció una nueva categoría denominada Grupo 4, para la cual había que producir al menos 25 unidades del modelo. Alcanzar esta producción no era un problema para Porsche que desarrolló el 917 como sustituto de los 907 y 908.
En julio de 1968, el equipo de Ferdinand Piëch se hace cargo del proyecto. Para su desarrollo, se partió del bóxer de ocho cilindros del 908, que fue transformado a fondo para obtener un doce cilindros de 4494 cm³ (4,5 L) que, al empezar a rodar en el banco de pruebas, desarrollaba 542 CV (535 HP; 399 kW) y que rápidamente irían siendo superados una y otra vez.
Debutó en competición en 1969 en los 1000 km de Spa, aunque sin mucho éxito. Pronto se ganó la fama de "rápido y peligroso", ya que le faltaba desarrollo a su aerodinámica. En los entrenamientos de Le Mans de 1969, marcó un nuevo récord de velocidad en pista con 394 km/h (245 mph) en la recta de Mulsanne. Ya en carrera, John Woolfe, uno de los pilotos del 917, se mató en la primera vuelta, mientras que los otros dos coches también quedarían fuera de la competición.
La primera victoria llegaría en los 1000 km de Austria. Para solucionar los problemas de estabilidad, apareció el 917K de "cola corta". Durante 1970 y 1971, el dominio de Porsche fue aplastante, ya que de las 24 carreras del mundial en las que participaron entre 1969 y 1971, se alzaron con 15 victorias y el 908 ganó en otras cuatro, consiguiendo para Porsche el Campeonato de Resistencia en 1970 y 1971.
Un nuevo reglamento para el campeonato de 1972 puso fin al 917 en el Campeonato Mundial de Marcas. Esto le obligó a emigrar a la Can-Am norteamericana. Estos estaban equipados con sobrealimentación y llegaron a alcanzar 1100 CV (1085 HP; 809 kW) en los últimos 917/30. En la Can-Am consiguió 11 victorias y los títulos de 1972 y 1973.

## Línea de producción

### Línea de tiempo
- 1963 - 901 Se presenta en el Salón del Automóvil de Fráncfort el nuevo modelo 901.
- 1964 - 911 Se cambia denominación de 901 a 911 ante litigio con Peugeot.
- 1969 - 914 El modelo 914 sustituye al 912.
- 1969 - 911 Se renueva el 911.
- 1973 - 911 Carrera RS Aparece el 911 Carrera RS, versión deportiva pensada para la homologación para la competición.
- 1975 - Se retira el 914 con 120 000 unidades vendidas.

## Pronunciación
En muchos países de habla hispana se suele pronunciar el nombre sin la letra e final, esto es como "porch" o "porsh", que es como una analogía a la pronunciación utilizada en palabras inglesas. Sin embargo, al tratarse de una palabra en alemán, este sonido no debe omitirse. Si se atiende a la pronunciación original alemana, se puede omitir el sonido de la “r” intermedia, ya que se utiliza un acento no rótico, con lo que sonaría más parecido a "po'she".[cita requerida]

## Posición competitiva

### Diseños y modelos industriales
En 2025, la Reseña anual del Sistema de La Haya de la Organización Mundial de la Propiedad Intelectual (OMPI) clasificó a Porshe como el segundo lugar mundial en número de solicitudes de registro de dibujos y modelos industriales realizadas en el marco del Sistema de La Haya, con 506 solicitudes realizadas en 2024, frente a las 352 solicitudes realizadas durante 2023.